# Wasilewicze (rejon smorgoński)
Wasilewicze (biał. Васілевічы; ros. Василевичи) − wieś na Białorusi, w obwodzie grodzieńskim, w rejonie smorgońskim, w sielsowiecie Korzenie.

## Historia
W czasach zaborów wieś włościańska w okręgu wiejskim Świrydowicze, w gminie Smorgonie, w powiecie oszmiańskim, w guberni wileńskiej Imperium Rosyjskiego. W 1866 roku liczyła 109 mieszkańców w 20 domach. Należała do dóbr skarbowych Smorgonie. W 1905 roku liczyła 135 mieszkańców, 317 dziesięcin.
W latach 1921–1945 wieś Wasilewicze I i Wasilewicze II leżały w Polsce, w województwie wileńskim, w powiecie oszmiańskim, w gminie Smorgonie.
W 1931:
- Wasilewicze I w 11 domach zamieszkiwało 55 osób[3].
- Wasilewicze II w 19 domach zamieszkiwały 94 osoby[3].

Wierni należeli do parafii rzymskokatolickiej i prawosławnej w Smorgoniach. Miejscowość podlegała pod Sąd Grodzki w Smorgoniach i Okręgowy w Wilnie; właściwy urząd pocztowy mieścił się w Smorgoniach.
Po II wojnie światowej w granicach Związku Sowieckiego. Do 1973 roku w sielsowiecie Szutowicze. Od 1991 w niepodległej Białorusi. Do 2008 roku w sielsowiecie Białkowszczyzna.